# Edificio Montedoria
L’edificio “Montedoria” è un edificio per uffici di Milano, sito in viale Andrea Doria, all'angolo con le vie Macchi e Pergolesi.
Costruito dal 1968 al 1971, fu l'ultimo edificio milanese progettato da Gio Ponti.

## Storia
Il primo progetto, redatto nel 1963-64, prevedeva l'erezione di una torre alta circa 50 metri sull'angolo di piazza Caiazzo, affiancata da un corpo basso di tre piani.
La proposta non venne accettata perché non rispondente al regolamento edilizio comunale, e pertanto Ponti dal 1966 al 1968 dovette elaborare un nuovo progetto, in cui l'altezza massima era limitata a 30 metri e la cubatura distribuita più uniformemente. La costruzione fu compiuta nel 1971.

## Caratteristiche
L’edificio occupa un intero isolato, di forma triangolare, compreso fra le vie Macchi e Pergolesi, fra loro ortogonali, e il viale Doria, dall’andamento diagonale; lo spigolo nord-orientale si affaccia su piazza Caiazzo.
La costruzione si compone di due corpi di fabbrica, tra loro adiacenti e collegati da un nucleo centrale con scale, ascensori e servizi: un corpo alto 30 metri, di otto piani più il terreno, in fregio a viale Doria, e un corpo basso di tre piani più il terreno all’angolo fra le vie Macchi e Pergolesi.
Le volumetrie costruite derivano dall’applicazione delle norme del regolamento edilizio; per ricondurre il disegno a proporzioni più felici, Ponti utilizzò un metodo già applicato in altri interventi analoghi, suddividendo la facciata principale in partizioni più piccole, mediante l’avanzamento a sbalzo di alcune aree; le pareti esterne furono ricoperte di piastrelle sfaccettate in ceramica verde, per riflettere la luce solare; e le finestre, ripetute con continue variazioni, poste al filo esterno delle facciate per evitare effetti di chiaroscuro.